# 春風道人
春風 道人（はるかぜ どうじん、1977年7月24日 - ）は、日本の漫画家。男性。埼玉県出身、千葉県在住。主に成人向け漫画を執筆し、『コミックメガストア』（コアマガジン）掲載「ダブル☆インパクト」で注目を集める。同人サークル「あれ。」主宰。

## 作品リスト

### 単行本

#### 一般向け作品
- 『げーむ屋さん?』 （2006年12月26日発売[6]、双葉社〈アクションコミックス SEED!〉、ISBN 4-575-94058-5）

#### 成人向け作品
- 『ダブル☆インパクト』 （2006年2月20日発売[7]、コアマガジン〈メガストアコミックス073〉、ISBN 4-87734-966-9）
- 『言葉だけじゃたりない』 （2007年10月19日発売[7]、コアマガジン〈メガストアコミックス144〉、ISBN 978-4-86252-267-2）
- 『あおいちゃんアタック!』 （2010年12月18日発売[7]、コアマガジン〈メガストアコミックス289〉、ISBN 978-4-86252-982-4）
- 『なまいき♥プチベリー』 （2011年5月27日発売[8]、茜新社〈TENMACOMICS RIN〉、ISBN 978-4-86349-224-0）
- 『Love-Size』 （2014年5月31日発売[7]、コアマガジン〈メガストアコミックス408〉、ISBN 978-4-86436-620-5）

### 単行本未収録作品

#### 一般向け作品
- まんがタイムオリジナル（芳文社）
  - 今日から寺バイト（2009年5 - 2010年6月号）
  - 社長サマは無計画（2010年9 - 2011年8月号）

#### 成人向け作品
- COMIC RIN（茜新社）
  - おるすばん。（2011年6月号）[9]
  - おしおきっ!（2011年7月号）[9]
  - 恋愛タクティクス（2012年2月号）[10]
  - ほんとにあった！エロいのビデオ（2012年4月号）[10]
- COMIC TENMA（茜新社）
  - Service or Die（2012年7月号）[11]
  - ようこそ♥ぷちっ娘倶楽部（2012年12月号）[11]
  - 家出のお嬢様（2013年5月号）[12]
  - ばんそうこう（2013年10月号）[12]
- コミックメガストアα（コアマガジン）
  - 夏はコレカラ（2014年7月号）[13]